# Samostan Noravank
Samostan Noravank (armensko: Նորավանք, dobesedno 'nov samostan') je armenski samostan iz 13. stoletja, ki je 122 km oddaljen od Erevana, v ozki soteski, ki jo je ustvarila reka Amaghu, v bližini mesta Eghegnadzor v Armeniji. Soteska je znana po visokih, strmih, opečno rdečih klifih, neposredno nasproti samostana. Ta je najbolj znan po dvonadstropni cerkvi Surb Astvacacin (sveta Mati Božja), ki omogoča dostop v drugo nadstropje po ozkem kamnitem stopnišču, na zunanjosti stavbe, in je med najzgodnejšimi primeri konzolne gradnje.
Samostan se včasih imenuje Noravank pri Amaghu, pri čemer je Amaghu ime majhne in dandanes zapuščene vasice nad sotesko, da bi ga razlikovali od Bgheno-Noravank, blizu Gorisa. V 13. do 14. stoletju je samostan postal rezidenca škofov iz Sjunika in posledično glavno versko in pozneje kulturno središče Armenije, tesno povezano z mnogimi lokalnimi sedeži učenja, zlasti s slavno Gladzorjevo univerzo in knjižnico.

## Zgodovina
Noravank je leta 1205 ustanovil škof Hovhanes, nekdanji opat Vahanavanka v bližini današnjega mesta Kapan v provinci Sjunik. Samostanski kompleks vključuje cerkev sv. Karapeta, kapelo sv. Gregorja z obokano dvorano in cerkev sv. Astvacacin (Matere Božje). V notranjosti in zunaj obzidja so ruševine raznih civilnih stavb in hačkarjev. Noravank je bil rezidenca knezov Orbelian. Arhitekt Siranes ter miniaturni slikar in kipar Momik sta tu delovala v zadnjem delu 13. in začetku 14. stoletja.

## Kompleks Noravank
Trdnjavsko obzidje, ki obdaja kompleks, je bilo zgrajeno v 17. in 18. stoletju.

### Cerkev Surb Astvacacin
Najstarejša zgradba je Surb Astvacacin (sveta Mati Božja), imenovana tudi Burtelašen (Burtelova konstrukcija) v čast princa Burtela Orbeliana, njenega donatorja. Stoji jugovzhodno od cerkve Surb Karapet. Dokončana je bila leta 1339, mojstrovina nadarjenega kiparja in miniaturista Momika, ki jo je zasnoval in je bila tudi njegovo zadnje delo. V bližini cerkve je njegov grob hačkar, majhen in skromno okrašen, iz istega leta. V zadnjem času je bila propadla streha pokrita z navadno dvokapnico. Leta 1997 je bil obnovljen boben in njegova stožčasta streha v obliki, ki temelji na obstoječih fragmentih. V pritličju so okrašene grobnice Burtela in njegove družine. Ozke stopnice, ki segajo iz zahodne fasade, vodijo do vhoda v cerkev / oratorij. Nad vhodom je lepa reliefna skulptura, na kateri je upodobljen Kristus s Petrom in Pavlom ob straneh.
Burtelašen je zelo umetniški spomenik, ki spominja na stolpne grobne strukture prvih let krščanstva v Armeniji. To je spominska cerkev. V pritličju, pravokotne oblike, je bil družinska grobnica; nadstropje nad njo, v obliki križa, je bil spominski tempelj, okronan z večstebrno rotundo.
Burtelašen je prevladujoča struktura v Noravanku. Prvotna trinadstropna kompozicija stavbe temelji na naraščajoči višini stopenj in kombinaciji teže spodaj z razdeljeno sredino in pol odprtim vrhom. Skladno s tem je dekoracija skromnejša na dnu in bogatejša na vrhu. Kot dekorativni elementi so uporabljeni stebri, majhni loki, profilirane opornice, ki tvorijo križe različnih oblik, medaljoni, prepleteni pasovi okoli oken in vrat.
Zahodni portal je posebej lepo okrašen. Pomembno vlogo pri njegovi dekoraciji igrajo konzolne stopnice, ki vodijo do zgornje ravni, s profiliranimi zaključki stopnic. Vrata so uokvirjena s širokimi pravokotnimi prepletenimi pasovi, s policami na zgornjem delu, s stebri, venci in trakovi različnih, večinoma geometrijskih, drobnih in zapletenih vzorcev. Med zunanjo obrobo in obokanim okvirjem odprtin sta upodobljeni golobici in sirene z ženskimi kronanimi glavami. Takšni reliefi so se široko uporabljali v armenski umetnosti v 14. stoletju in v zgodnji arhitekturi, miniaturah in delih uporabne umetnosti, na različnih posodah in skledah. Vhodna timpanona sta okrašena z bas reliefi, ki na spodnjem timpanonu prikazujejo Devico z detetom in nadangela Gabriela in Mihaela ob straneh, na zgornjem pa upodobitev Kristusa in apostolov Petra in Pavla. Ti se razlikujejo od reliefov Noravankove zakristije, ki so vklesane na plosko površino, kar jim daje večjo svobodo. Figure odlikujejo plastičnost oblike, mehkoba modeliranja in poudarjanje nekaterih detajlov oblačil.
Skupina ustanoviteljev Burtelašena je upodobljena na treh stebrih zahodnega dela rotunde. Slika je bila sestavljena iz reliefnih figur Device z detetom, ki sedi na prestolu in dveh stoječih moških v bogati obleki, od katerih eden drži model templja.

### Cerkev Surb Karapet
Druga cerkev je Surb Karapet (sv. Janeza Krstnika), križ v kvadratni zasnovi z obnovljenim bobnom in kupolo, zgrajena leta 1216–1227, severno od ruševin prvotne Surb Karapeta, uničene v potresu. Cerkev je bila zgrajena na ukaz kneza Liparita Orbeliana.
Leta 1340 je potres porušil kupolo cerkve, ki jo je leta 1361 obnovil arhitekt Siranes. Leta 1931 je bila kupola med potresom spet poškodovana. Leta 1949 so streho in stene cerkve popravili in leta 1998 dokončno prenovili s pomočjo donacije armensko-kanadske družine.
Zahodno preddverje je impresiven gavit (v srednjeveškem armenskem samostanu je služil kot narteks, mavzolej in zbornica) iz leta 1261, okrašen s čudovitimi hačkarji in z nizom vpisanih nagrobnih plošč v tleh. Imenitne rezbarije so čez zunanjo preklado. V cerkvi je mavzolej kneza Smbat Orbeliana. Verjetno je bil gavit štirioglat. Leta 1321 je bila zgradba, verjetno uničena zaradi potresa, prekrita z novo streho v obliki ogromnega kamnitega šotora z vodoravnimi razdelki, ki posnemajo leseno streho kmečkega doma hazarašen. Zaradi tega se je zgradba precej razlikovala od drugih armenskih spomenikov iste vrste. Strop ima štiri vrste nosilcev, ki tvorijo stalaktitne oboke s kvadratno osvetlitvijo na vrhu. Širok štrleči pas nad pol stebri, globoke niše s hačkarji in nizek strop, podoben šotoru, skoraj brez okrasja, dajejo slabo osvetljeni notranjosti mračen videz.
Zunanja dekoracija se osredotoča predvsem na zahodno pročelje, kjer je vhod v stavbo. Polkrožni timpanon vrat, uokvirjen v dvema vrstama trilistov in napis, je napolnjen z ornamentom in s prikazom Device z detetom in dvema svetnikoma. Ornament ima tudi velike črke, ki jih prepletajo poganjki z listi in cvetovi. Devica sedi na orientalski način z detetom. Vzorec preproge je viden s povešenimi resami. V Sjunikovih templjih 13.-14. stoletja se je bil kult Device zelo razširjen. Upodobljena je bila v reliefih, njej so bile posvečene številne cerkve.
Koničasti timpanon z dvojnim oknom nad vrati je okrašen z edinstveno reliefno upodobitvijo velikoglavega in bradatega Boga Očeta z velikimi mandljevimi očmi, ki z desno roko blagoslavlja razpelo, v levi pa drži glavo [[Janeza Krstnika, nad njim je golob – Sveti Duh. V desnem kotu timpanona je golobica serafa; prostor med njim in Očetovim likom je napolnjen z napisom.

### Kapela Surb Grigor
Stransko kapelo Surb Gregorja je arhitekt Siranes dodal severni steni cerkve Surb Karapet leta 1275. Kapela vsebuje več orbelianskih družinskih grobov, vključno s čudovitim izrezljanim lev / človek nagrobnikom iz leta 1300, ki pokriva grob Elikuma, sin princa Tarsayiča Orbeliana. Skromna zgradba ima pravokoten tloris, s polkrožnim oltarjem in obokanim stropom na stenskem loku. Vhod z obokanim timpanonom je okrašen s stebri, oltarna apsida pa je obložena s hačkarji in upodobitvami golobic.

### Hačkarji
V kompleksu je več ohranjenih hačkarjev. Najbolj zapleten izmed njih je Momikov iz leta 1308. Ob izklesanem ozadju stoji velik križ čez rozeto v obliki ščita in na straneh vidno razporejene osemkrake zvezde. Na vrhu hačkarja je prikazan prizor Deesis, uokvirjen v petlistnem loku, ki simbolizira pergolo, kot nakazuje ornament ozadja s cvetovi, sadjem in listi vinske trte.

## Narava
Območje je del območja Gnišik pomembnega območja zaščite metuljev in Noravank Important Bird Area . 
Območje Gnišik (približno 3840 ha) je na severovzhodnih pobočjih grebena Hajocdzor na nadmorskih višinah od 1200 do 2320 m. Območje preseka globok skalnat kanjon; od spodnjega do zgornjega dela se habitati bistveno spremenijo. Število vrst metuljev na območju - 163 (72 % celotnega števila vrst v Armeniji). Dve vrsti sza vključeni v rdeči seznam IUCN, 12 vrst je vključenih v Evropski rdeči seznam, 14 vrst je vključenih v nacionalno rdečo knjigo.
Noravank je pomembno območje za zaščito ptic v Armeniji veliko 14.002 hektarjevh. Znotraj Armenije je znano tudi kot »zaščitena krajina Gnišik« in obsega obrežje grmičevja, polpuščave, brinov gozd, sušne gorske stepe in mezofilne travniške habitate. Zabeleženih je bilo 100 gnezdilnih vrst in 46 selivskih ali prezimovalnih vrst ptic.

## Galerija
- Kompleks samostana Noravank
- Noravank
- Zlomljen hačkar levo od cerkve Astvacacin
- Notranjost
- Nagrobnik Smbata in Elikuma III. Orbeliana v kapeli Surb Grigor
- Okras na steni cerkve Astvacacin
- Južni vhod v Surb Karapet
- Vhod v cerkev Astvacacin
- Hačkarji
- Luknja
- Ornament na stropu kapele sv. Gregorja, narejen s pigmentom Vordan Karmir (Košeniljsko rdeča)
- Razgled
- Muzej
- Bas relief